# Lourenço Correia Gomes

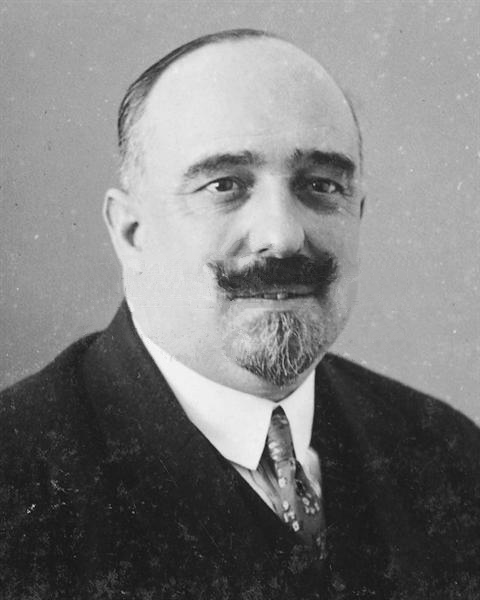
Lourenço Correia Gomes

Lourenço Correia Gomes (Braga, 5 de Outubro de 1882 - Sintra, Rio de Mouro, Casa de Saúde do Telhal, 12 de Novembro de 1941) foi um político português.

## Biografia
Filho de António Gomes e de sua mulher Teresa Gomes Correia.
Pertenceu à Maçonaria, na qual foi iniciado em data desconhecida de 1905 na Loja Elias Garcia, de Lisboa, afecta ao Grande Oriente Lusitano, assumiu o nome simbólico de Jules Ferry.
Em termos profissionais, foi Funcionário Público, tendo desempenhado as funções de Tesoureiro da Fazenda Pública.
Politicamente, exerceu os cargos de Administrador do Concelho e Presidente da Comissão Administrativa Municipal da Câmara Municipal de Cascais de 25 de Março a 15 de Junho de 1919.
Pertenceu ao Partido Democrático, pelo qual foi eleito Deputado pelo Círculo Eleitoral de Vila Nova de Gaia de 1922 a 1925 e de 1925 a 1926.